# 西氏絲指馬鮁
西氏絲指馬鮁又名西氏馬鮁，為馬鮁科絲指馬鮁屬下的一个种。

## 命名
本魚最早由為美屬菲律賓科學局工作的魚類學者阿爾文·西爾及巴頓·阿普勒·比恩於1907年以學名發表，但該學名與1863年西奧多·吉爾命名的黃多指馬鮁（Trichidion opercularis）的重组學名（Polydactylus opercularis）相同而成為二級的次同名。
於是大衛·斯塔爾·喬丹及羅伯特·厄爾·理查森在1910年重新為本魚取替代名時，就以西爾（Seale）的姓氏為種小名，成為，以紀念他們描述此新物種的貢獻。

## 分布
本魚為熱帶海魚，底棲，分布於北緯20度至南緯12度、東經119度至東經163度之間，也就是西太平洋的印尼、菲律賓到所羅門群島的沿岸海域，在澳洲的出現則有待確認。

## 形態
本魚為小型魚，體長最大為15公分，體形紡錘形，背鰭硬棘8-9枚，軟條11-12枚，臀鰭硬棘3枚、軟條11枚，胸鰭絲條8枚，是本魚區別於其他同屬物種的特徵。

## 經濟利用
本魚不受漁業青睞。